# Karl Frankenstein
Karl Frankenstein (en hebreo: קרל פרנקנשטיין‎); (Berlín, Alemania, 16 de febrero de 1905-Jerusalén, Israel, 22 de enero de 1990) fue un profesor israelí de educación especial y pedagogía, galardonado con el Premio Israel de Educación en 1965.

## Biografía

### Estudios y trabajo social
Frankenstein nació en 1905 en Berlín, Alemania en el seno de una rica familia judía, hijo de Rosa (née Champin) y Emil Frankenstein, un comerciante. En 1927 completó sus estudios de filosofía, psicología y lenguas semíticas en la Universidad de Berlín y en la Universidad de Erlangen. Su tesis doctoral, escrita bajo la supervisión de Paul Hensel, trató sobre la filosofía de la historia metafísica de Franz Joseph Molitors, un cristiano devoto interesado en el judaísmo y especialmente en el misticismo judío.
Después de completar su doctorado, Frankenstein prefirió dedicarse a los campos sociales. Decidió estudiar trabajo social y psicología en la Universidad de Berlín. Erich Neumann, que era amigo y estudiante de Carl Gustav Jung, acercó a Frankenstein a la escuela filosófica del prestigioso suizo. Frankenstein fue aceptado más tarde en la Sociedad de Psicología Analítica y reconocido como terapeuta junguiano.
En 1928 se dedicó al asistencialismo para judíos: trabajo educativo y trabajo social. Fue uno de los fundadores y primeros maestros de la Escuela para la Juventud Judía en Berlín, y director de la Asociación para la Asistencia a Artistas y Científicos Judíos que sufrieron dificultades financieras. Organizó exposiciones y conciertos de famosos músicos aficionados voluntarios en casas privadas, entre el que se encontraba Albert Einstein, que tocaba el violín en estas reuniones. Desde entonces, crearon una amistad y se encontraron varias veces en los siguientes años. Frankenstein comenzó a trabajar como trabajador social del gobierno e incluso se suponía que debía aceptar el importante nombramiento de jefe del Departamento de Servicios Sociales, pero cuando Hitler llegó al poder, se le advirtió que era buscado bajo sospecha de ayudar a los comunistas. Abandonó Alemania para refugiarse en Francia y, después de un período en París, emigró a Eretz Israel en 1936.

### Carrera pedagógica y académica
Desde sus primeros días en Jerusalén, Frankenstein se ofreció como voluntario para la educación social y colaboró con Henrietta Szold. Desde 1936 hasta 1965, Frankenstein fue profesor y miembro de la facultad en varios establecimientos educativos, incluida la Escuela de Servicio Social del Consejo Nacional Judío, escuelas de enfermería, seminarios de enseñanza, organizaciones de la Aliya Juvenil y el Departamento de Criminología de la Universidad Hebrea de Jerusalén. En 1937, fue designado como el primer oficial a cargo de jóvenes en libertad condicional del país. También se desempeñó como enlace entre el Comité Nacional y las autoridades del Mandato en el campo del bienestar y la educación y también fue representante activo del Consejo Nacional con respecto al bienestar social y educativo de los niños de familias mizrajíes.
Desde sus primeros años en Israel, investigó  en Jerusalén la situación de las familias que viven en riesgo de exclusión social: pobreza, problemas económicos, trastornos mentales. Esta investigación formó la base para el desarrollo teórico y la aplicación práctica de su doctrina educativo-terapéutica. 
En 1948, después del establecimiento del Estado de Israel, fue nombrado director del Instituto Henrietta Szold (Instituto Nacional de Investigación en Ciencias del Comportamiento) en Jerusalén, ocupando este cargo hasta 1953. En este instituto fundó y editó la publicación trimestral científico-educativa «Magamot» (Tendencias).
En 1947 fue miembro de la facultad de la Escuela de Educación de la Universidad Hebrea de Jerusalén, donde se desempeñó como profesor de pedagogía y educación especial, hasta su jubilación en 1969, y durante varios años incluso dirigió la escuela. También ha impartido clases en el Departamento de Psicología y en la Escuela de Trabajo Social.
Durante todos estos años desarrolló sus enseñanzas educativo-psicológicas y capacitando a muchas generaciones de estudiantes en los campos de la educación estatal, la educación especial, la psicología y el trabajo social.
Sus principales áreas de estudio fueron la sociología del desarrollo, la delincuencia juvenil, la inteligencia de rehabilitación, los problemas de absorción de inmigrantes, las formas de pensar, la psicología y la psicopatía.
Desde su retiro hasta su muerte, Frankenstein se ofreció como voluntario para instruir a maestros en todas las áreas de enseñanza, tanto en instrucción grupal como individual, en varias escuelas. Asistía a las aulas para las lecciones, observando el trabajo del maestro y sentándose posteriormente con cada uno de ellos para discutir el proceso de enseñanza. También capacitó a consejeros educativos y trabajadores sociales que trabajaron dentro de las escuelas en los procesos de tratamiento apropiados.
Frankenstein se casó con Rachama (Liba) née Druckmann. La pareja no tuvo hijos. Falleció en Jerusalén en 1990, aproximadamente un mes antes de cumplir 85 años y fue enterrado en el Monte del Descanso.

## Premios y distinciones
- En 1965, Frankenstein fue galardonado con el Premio Israel en Educación.[4]

## Obras publicadas
Los pensamientos y la investigación de Frankenstein se publicaron en numerosos libros, principalmente en hebreo, pero también en inglés y en alemán.
- Wolfradt; Billmann-Mahecha, eds. (2014). Deutschsprachige Psychologinnen und Psychologen 1933–1945: Ein Personenlexikon, ergänzt um einen Text von Erich Stern. Springer-Verlag. ISBN 978-3-658-01481-0.